# Campeonato Mundial de Ciclismo em Pista de 1926
O Campeonato Mundial UCI de Ciclismo em Pista de 1926 foi realizado em Milão e Turim, na Itália, entre os dias 24 de julho e 1 de agosto. Três provas masculinas foram disputadas, duas de profissionais e uma de amador.

## Sumário de medalhas

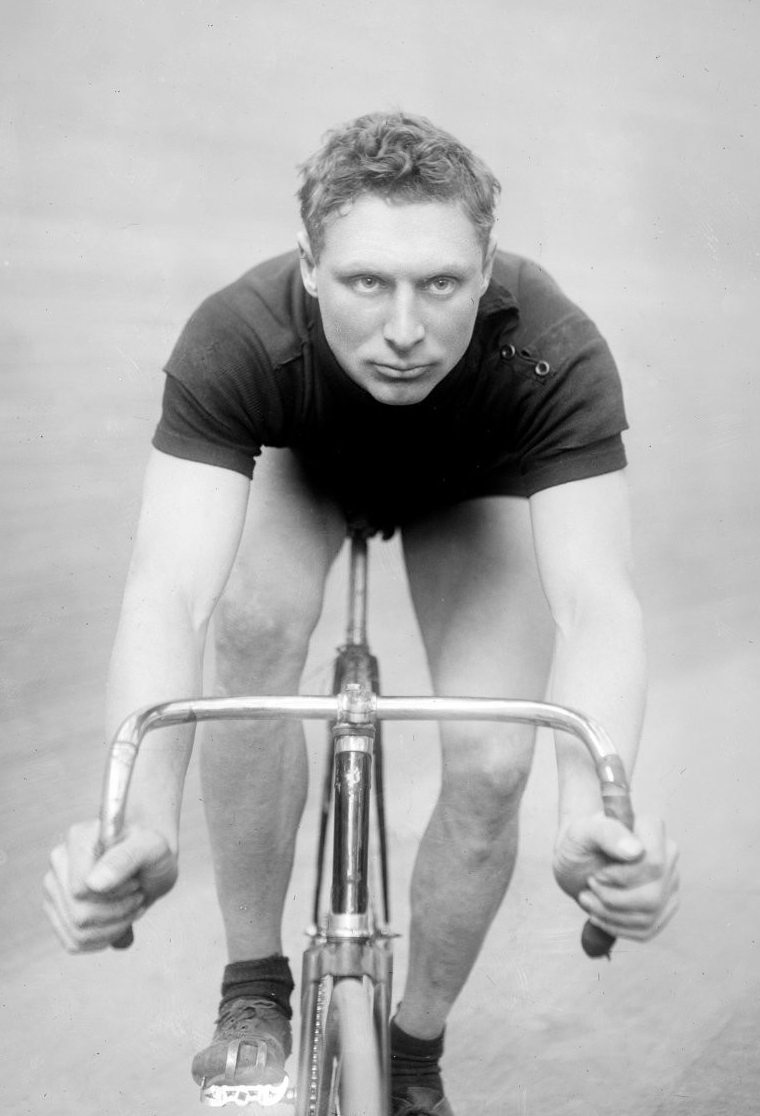
Piet Moeskops

| Eventos profissionais masculinos |                               |                         |                                  |
| Velocidade individual            | Piet Moeskops · Países Baixos | Cesare Moretti · Itália | Lucien Michard · França          |
| Motor-paced                      | Victor Linart · Bélgica       | Gustave Ganay · França  | Paul Suter · Suíça               |
| Evento amador masculino          |                               |                         |                                  |
| Velocidade individual            | Avanti Martinetti · Itália    | Léon Galvaing · França  | Antoine Mazairac · Países Baixos |

## Quadro de medalhas
| Ordem | País          | Medalha de ouro | Medalha de prata | Medalha de bronze | Total |
| ----- | ------------- | --------------- | ---------------- | ----------------- | ----- |
| 1     | Itália        | 1               | 1                | 0                 | 2     |
| 2     | Países Baixos | 1               | 0                | 1                 | 2     |
| 3     | Bélgica       | 1               | 0                | 0                 | 1     |
| 4     | França        | 0               | 2                | 1                 | 3     |
| 5     | Suíça         | 0               | 0                | 1                 | 1     |